# 育新駅 (北京市)
育新駅（いくしんえき、中国語：育新站、拼音：Yùxīn zhàn）は中華人民共和国北京市海淀区に位置する北京地下鉄8号線の駅である。

## 歴史
- 2011年12月31日 - 開業。

## 駅構造

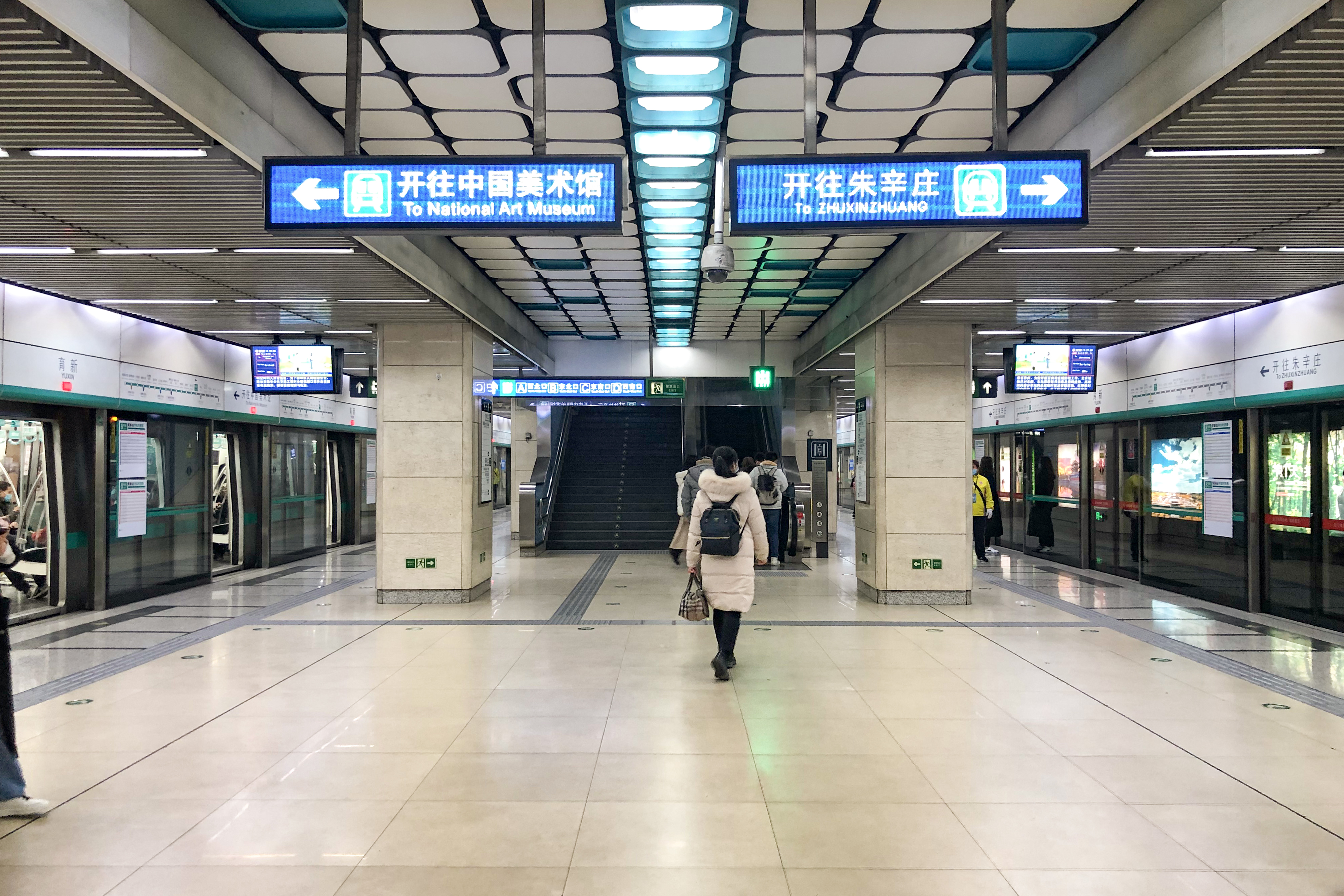
ホーム

島式ホーム1面2線の地下駅で、青色を基調としている。

## 駅周辺
- 北京石油干部管理学院
- 北新家園
- 泰華龍旗広場
- 北新国際住宅産業基地
- 育新花園

## 隣の駅
北京地下鉄
■8号線
霍営駅 - 育新駅 - 西小口駅